# Музей Галілея
Музей Галілея, колишній Інститут і Музей Історії Науки (італ. Istituto e Museo di Storia della Scienza), розташоване у Флоренції, Італія. Міститься у старовинному палаці XI століття, палаці Кастеллані. Музею належить одна з найважливіших колекцій наукових інструментів у світі, які доводять зв'язок  Лотарингів і Медічі з наукою. Інститут і Музей Історії Науки, на той час вже перейменований на Музей Галілео Галілея, знову відкрили 10 червня 2010 року.

## Колекція Медічі
На першому поверсі в музеї знаходиться Колекція Медічі, датована XV—XVIII століттями. Постійна виставка включає усі артефакти Галілео Галілея, серед яких два телескопи, термометри, якими користувалися члени Академії Чіменто і екстраординарна колекція земних і небесних глобусів, включаючи велетенську армілярну сферу, розроблену і створену в натурі Антоніо Сантуччі (італ. Antonio Santucci).

## Колекція Лотарингов
На другому поверсі в музеї знаходяться інструменти і експериментальні апарати, зібрані династіями Лотарингів (XVIII—XIX століття), які вказують на значний вклад Тоскани і в цілому Італії в розвиток електрики, електромагнетизму і хімії. На виставці представлено також акушерські воскові моделі з лікарні Санта Марія Нуова, хімічний кабінет Великого Герцога Петера Леопольда і унікальні машини, зроблені в майстернях Музею Натуральної Природи, для ілюстрації фундаментальних фізичних законів.

## Бібліотека
У бібліотеці зберігається близько 150 тис. науково-історичних робіт. Старовинна колекція книг налічує 5000 екземплярів. Вона включає колекцію Медічі-Лотарингів, багату книгами з науковими працями з фізики і математики, зібраними протягом 5 століть Тосканськими династіями. У бібліотеці знаходяться архівні колекції XVIII—XX століть, а також фотоархів історії колекцій музею, старовинних інструментів і науково цікавих місць. Сучасна колекція утримує роботи італійською і іншими європейськими мовами, і придбуває щорічно близько 1800 нових книг. Усі матеріали щодо бібліотеки можна знайти в електронному каталозі.

## Лабораторія мультимедіа
Музей Галілея заснував свою мультимедійну лабораторію в 1991 році. Лабораторія створює онлайн- і офлайн- інтерактивні додатки, щоб підвищити обізнаність відносно постійних і тимчасових виставок музею. Лабораторія также створює цифрові архіви для науково-історичних досліджень.

## Фототека

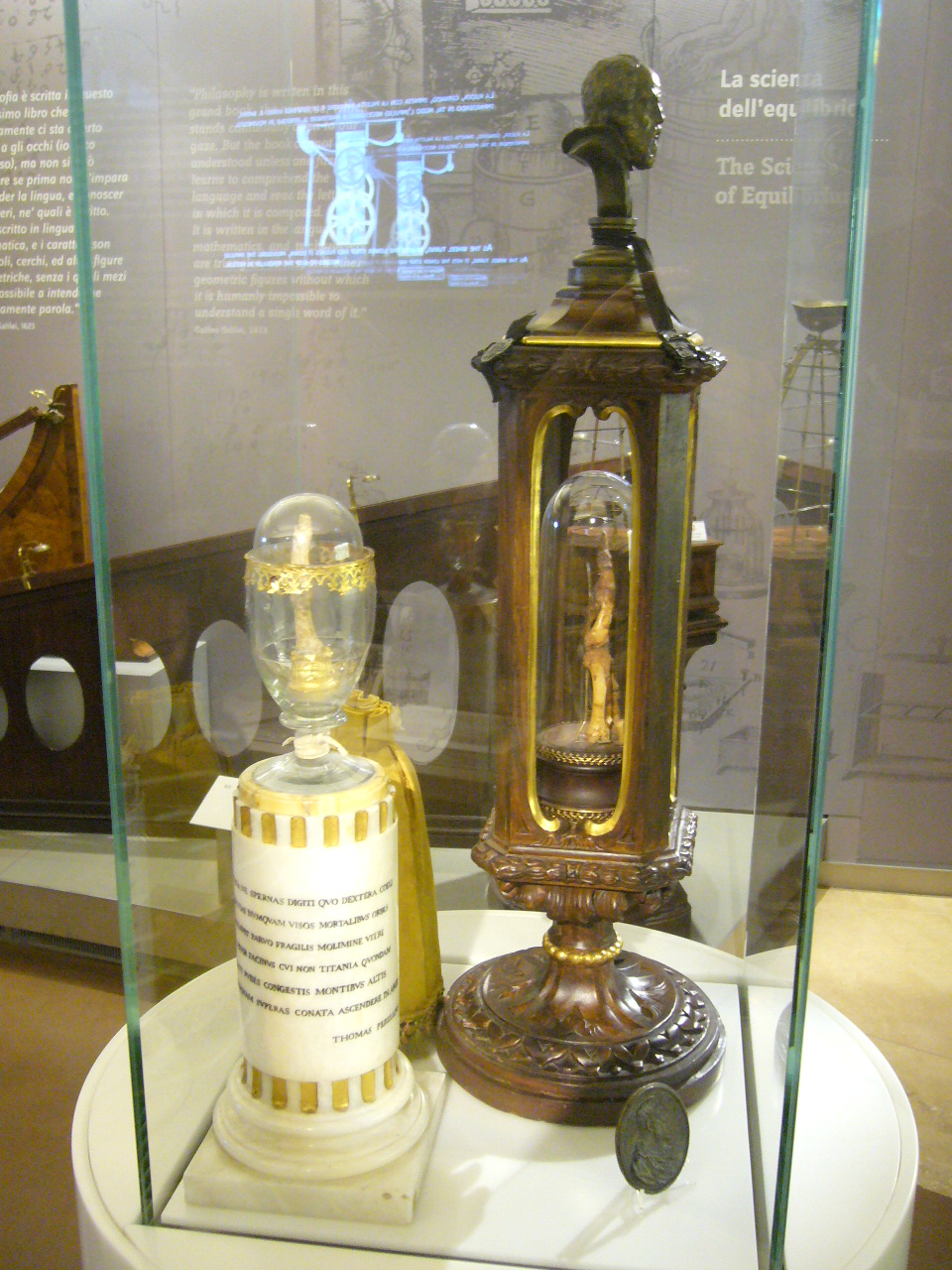
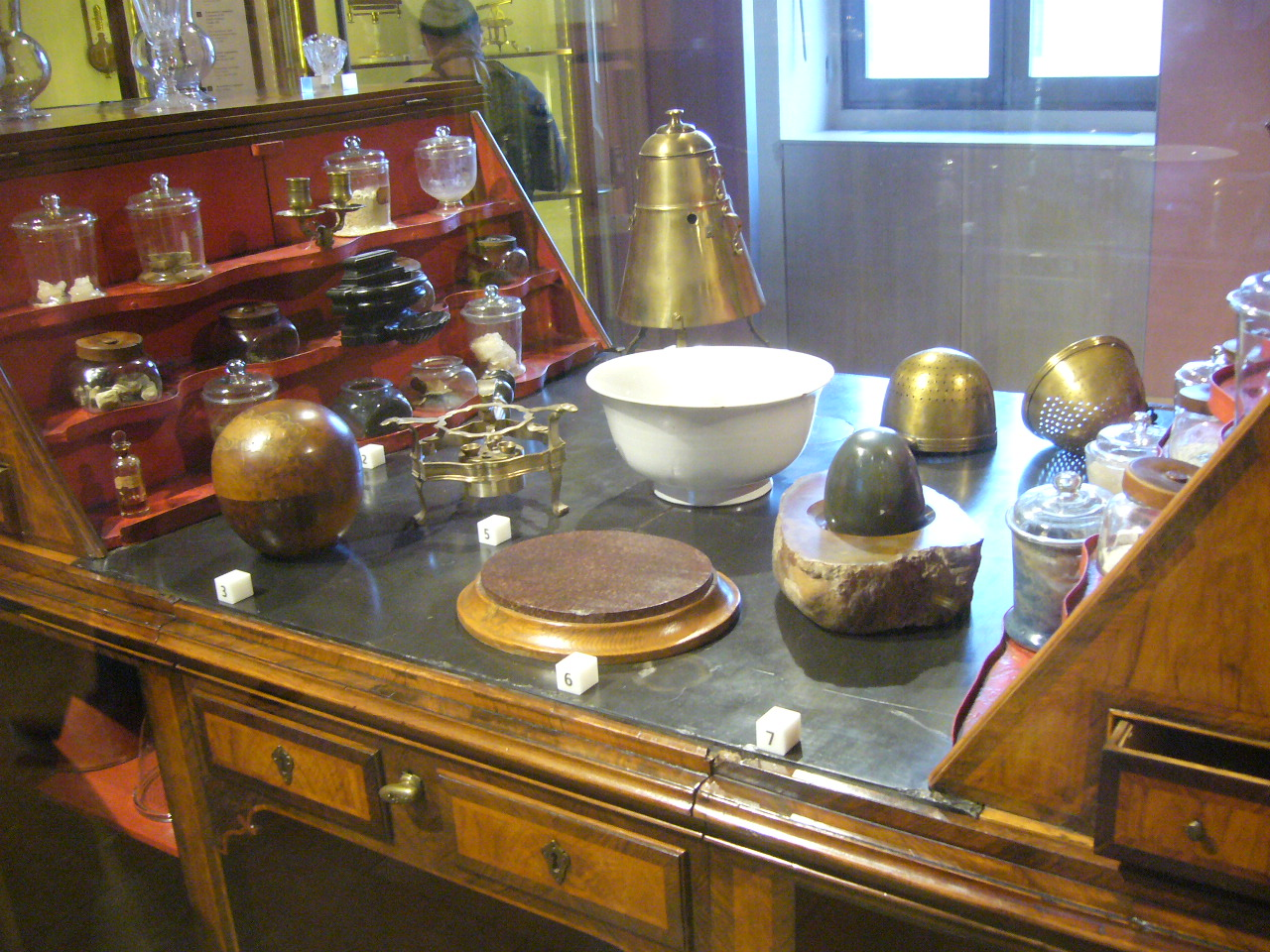
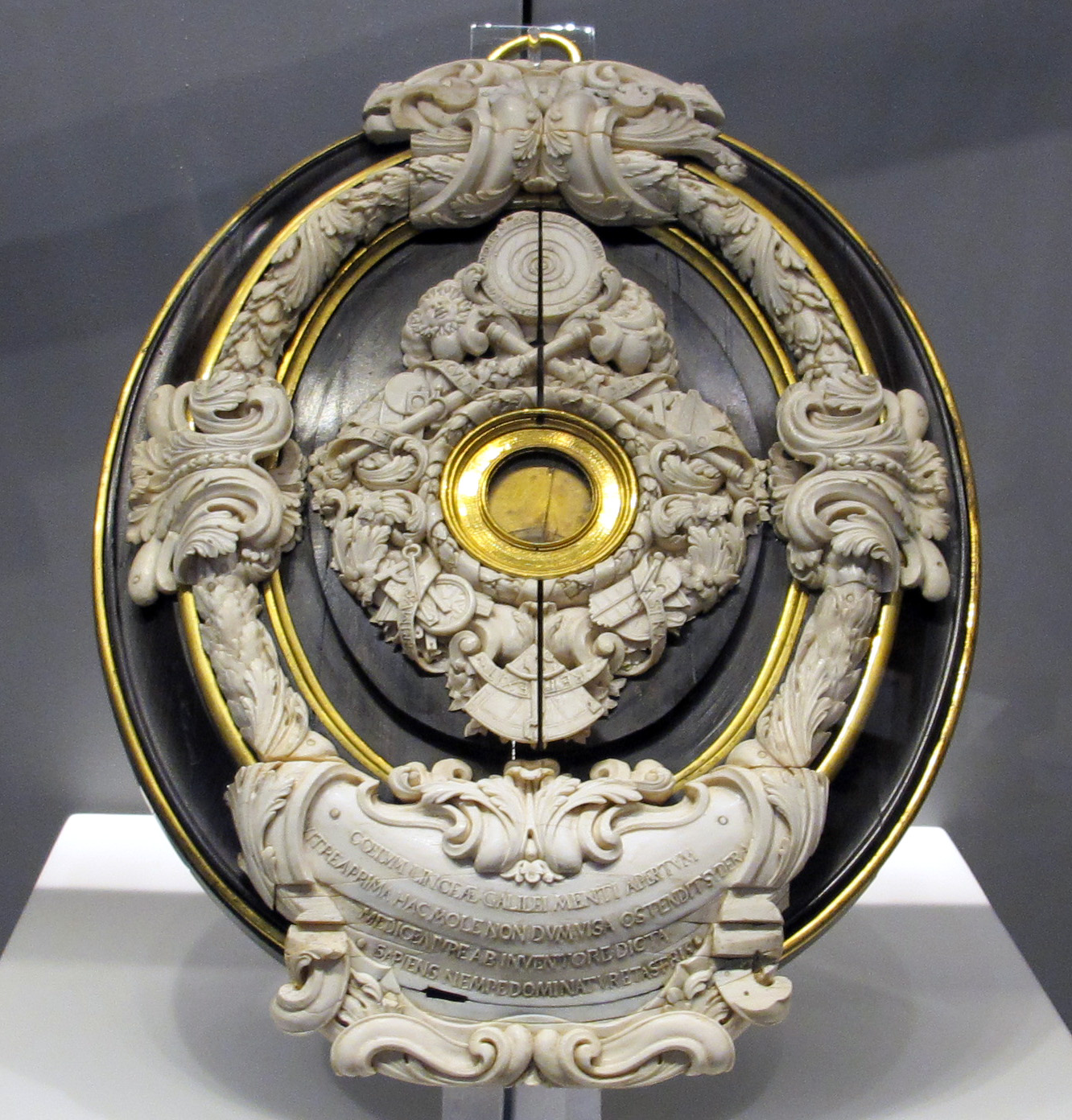
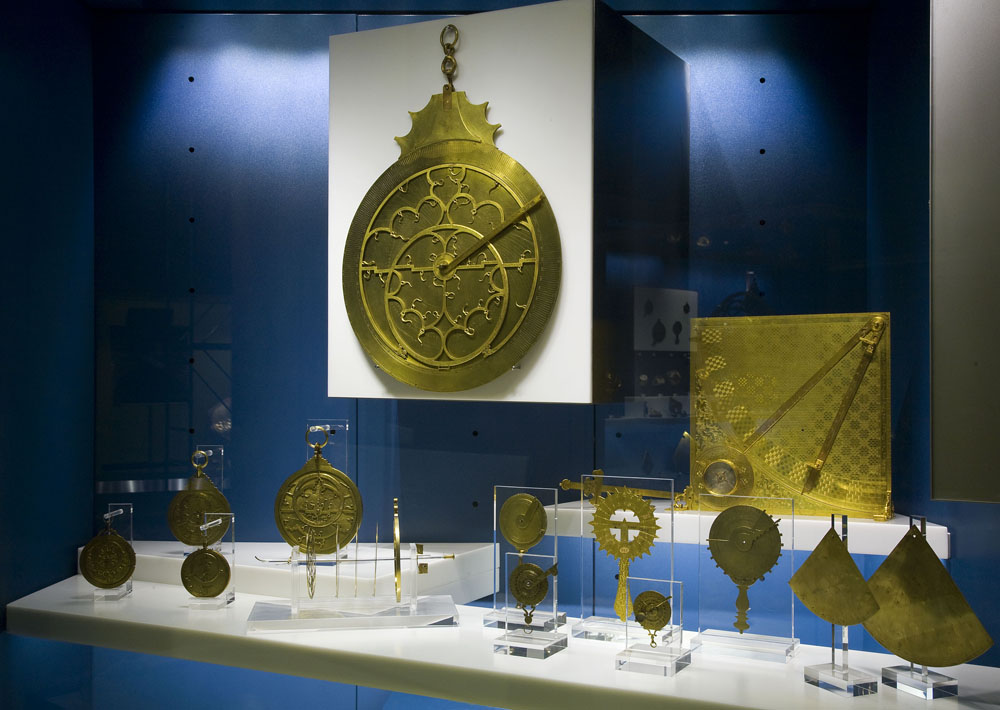

1. 1 2 3 4 5 6 7 8 9 10 11 12 13 14  Sistema Cultura — 2018.
2. 1 2 3  Indagine sui musei e le istituzioni similari — 2022.
3. 1 2 3  Indagine sui musei e le istituzioni similari — 2024.
4. 1 2  ISTAT Indagine sui musei e le istituzioni similari — 2021.
5. ↑  SIUSA
6. 1 2  dati.beniculturali.it — 2014.
7. ↑  https://www.museogalileo.it/it/museo/esplora/il-museo-e-la-sua-storia/408-dal-1927.html
8. 1 2  Indagine sui musei e le istituzioni similari — 2020.
9. ↑  ISTAT ISTAT 2015 survey on museums and similar institutions — 2017.
10. ↑  Indagine sui musei e le istituzioni similari — 2023.